# Équipe de Norvège féminine de football
Cet article traite de l'équipe féminine. Pour l'équipe masculine, voir Équipe de Norvège de football.
Maillots
L'équipe de Norvège féminine de football est l'équipe nationale qui représente la Norvège dans les compétitions majeures du football féminin : la coupe du monde, les Jeux olympiques, le championnat d'Europe et l'Algarve Cup. Elle est sous l'égide de la fédération de Norvège de football (NFF : Norges FotballForbund en norvégien).
La Norvège est considérée comme l'une des plus fortes nations de football féminin sur le plan mondial. Elle est l'une des quatre sélections à avoir déjà remporté le titre de la coupe du monde avec l'Allemagne et les États-Unis ainsi que le Japon, ce fut lors de l'édition 1995, elle a également remporté le championnat d'Europe à deux reprises en 1987 et 1993, le titre olympique en 2000 et l'Algarve Cup à quatre reprises (1994, 1996, 1997 et 1998). Elle est actuellement 16e au classement FIFA.
Elles évoluent avec un maillot rouge, un short bleu ainsi que des chaussettes blanches.

## Histoire

### 1978-1984: Début de la sélection et première compétition officielle
La sélection norvégienne dispute son premier match officiel le 7 juillet 1978 contre la Suède au Danemark, elle est battue 2-1. Durant les premières années, elle joue régulièrement des matchs amicaux contre ses voisins scandinaves : la Suède, le Danemark, la Finlande, hormis quelques rencontres contre l'Italie, l'Irlande du Nord ou la France. Elle prend part aux éliminatoires en 1982 pour le championnat d'Europe 1984 où elle subit la loi de Suédoises qui la devancent au classement, ne lui permettant pas de se qualifier pour les demi-finales.

### 1984-1989: la Norvège domine le continent européen avec l'Allemagne
Pour l'édition suivante du Championnat d'Europe de 1987, la Norvège effectue un meilleur parcours, elle termine en tête de son groupe devant le Danemark, l'Allemagne de l'Ouest et la Finlande avec trois victoires et trois nuls. Elle organise le tournoi final mettant aux prises les quatre demi-finalistes, en demi-finale elle bat l'Italie 2-0 à Oslo et s'impose en finale contre la Suède 2-1 (toujours à Oslo), elle conquiert alors son premier titre officiel de son histoire. En 1988 elle remporte le Tournoi international féminin de la FIFA. Ensuite lors des éliminatoires pour l'Euro 1989, elle termine deuxième de son groupe derrière le Danemark mais devant l'Angleterre et la Finlande, néanmoins cette place lui permet de se qualifier pour les quarts-de-finale. Ces quarts-de-finale sont disputés en match aller-retour, opposée aux Pays-Bas, elle remporte le match aller en Norvège 2-1 et confirme aux Pays-Bas 3-0. Qualifiée pour le tournoi final entre demi-finalistes qui se déroule en Allemagne de l'Ouest, la Norvège bat la Suède 2-1 mais ne conserve pas son titre contre le pays-hôte après une défaite 1-4 en finale.

### 1989-1991: Finaliste de la première coupe du monde
1991 est une date importante pour le football féminin avec la mise en place de la coupe du monde, la Norvège dispute donc les éliminatoires de l'Euro 1991 avec pour objectif de s'y qualifier. Facile vainqueur de son groupe (5 victoires et un nul), elle devance l'Angleterre, la Finlande et la Belgique, en quart-de-finale elle gagne son opposition contre la Hongrie (2-1 en Norvège, 2-0 en Hongrie) et se qualifie pour le tournoi final organisé au Danemark. Durant ce tournoi, elle élimine le pays-hôte au terme de la séance de tirs au but (0-0; 8-7 t.a.b.) mais perd de nouveau en finale contre la tenante du titre l'Allemagne, cette fois-ci après les prolongations 3-1. Sa place de finaliste lui permet en revanche de se qualifier pour la coupe du monde. La coupe du monde 1991 est organisée en Chine, elle perd le match d'ouverture contre le pays-hôte la Chine 4-0, cependant elle réussit à remporter les deux matchs suivants de sa poule, tout d'abord contre la Nouvelle-Zélande (4-0) puis le Danemark (2-1), elle termine deuxième de son groupe et se qualifie pour les quarts-de-finale. En quart, elle bat difficilement l'Italie après prolongation 3-2 grâce à un penalty de Tina Svensson à la 96e minute, puis en demi-finale elle écarte plus facilement sa voisine suédoise 4-1 et se qualifie pour la première finale de la coupe du monde. Au terme de ce match contre les États-Unis, la Norvège est défaite 2-1 devant 65 000 spectateurs.

### 1991-1996: la Norvège devient championne du monde
Elle compte sur le Championnat d'Europe 1993 pour rebondir. Après être sortie en tête de son groupe composé de la Belgique et de la Suisse, elle écarte les Pays-Bas en quart-de-finale (3-0 en Norvège, 3-0 aux Pays-Bas). Au tournoi final organisé en Italie, elle bat le Danemark 1-0 et remporte son deuxième titre dans cette compétition après être sortie victorieuse de la finale contre le pays-hôte l'Italie. Deux ans plus tard, le Championnat d'Europe 1995 est organisée dans le but de déterminer les nations européennes qualifiées pour la coupe du monde 1995. Après avoir écarté dans son groupe la Finlande, la Hongrie et la République tchèque, elle domine en quart l'Italie (victoires 3-1 en Italie, 4-2 en Norvège). En demi-finale, elle bat la Suède 4-3 au match aller mais perd 4-1 en Suède, cependant cette place de demi-finaliste lui permet de sa qualifier pour la coupe du monde. Durant cette coupe du monde organisée en Suède, elle maîtrise ses trois adversaires de son groupe avec trois victoires : 8-0 contre le Nigeria, 2-0 contre l'Angleterre et 7-0 contre le Canada. Qualifiée en quart, elle y bat le Danemark 3-1, en demi-finale elle retrouve la tenante du titre les États-Unis, Ann Kristin Aarønes permet à la Norvège à la 10e minute de mener, avantage qui est maintenu jusqu'au coup de sifflet final. Les Norvégiennes jouent leur deuxième finale d'affilée de coupe du monde, elle y dominent l'Allemagne 2-0 et remporte la compétition, Aarønes y termine meilleure buteuse avec 6 buts. Ce résultat leur permet de se qualifier pour les Jeux olympiques de 1996 à Atlanta, le CIO donnant l'accord pour qu'une compétition de football féminin puisse être organisée pour la première fois. Après un entame du tournoi difficile (2-2 contre le Brésil), la Norvège bat coup sur coup l'Allemagne (3-2) et le Japon pour terminer en tête de son groupe. En demi-finale, les États-Unis reprennent leur revanche de leur défaite en demi-finale de la coupe du monde 1995 en battant les Norvégiennes 2-1 après prolongation. Finalement les Norvégiennes se contentent de la médaille de bronze après une victoire contre le Brésil 2-0 dans le match de classement.

### 1996-2000: la Norvège devient la première sélection européenne à avoir remporté les trois titres majeurs
Elle participe ensuite au Championnat d'Europe 1997, après avoir dominé l'Allemagne, la Finlande et la Slovaquie en phase éliminatoires. Elle coorganise le tournoi final avec la Suède. Elle gagne le premier match 5-0 contre le Danemark, puis est tenue en échec par l'Allemagne au second (0-0), au troisième match de poule elle perd 2-0 contre l'Italie et se trouve élimine dès le premier tour. Derrière elle participe à la phase éliminatoire pour la coupe du monde 1999 dans la zone Europe. Elle sort vainqueur de son groupe devant l'Allemagne, les Pays-Bas et l'Angleterre pour se qualifier directement au tournoi mondial. Durant cette coupe du monde organisée aux États-Unis, elle termine en tête de son groupe après trois victoires : 2-1 contre la Russie, 7-1 contre le Canada et 4-0 contre le Japon. En quart-de-finale, elle confirme son statut après une qualification aux dépens de la Suède (3-1) mais est inexistante en demi-finale contre la Chine où elle est battue 5-0 et doit céder son titre. En match de classement, elle perd de nouveau mais à la séance de tirs au but contre le Brésil (0-0; 4-5 t.a.b.) et termine quatrième du tournoi. Cette performance lui permet néanmoins de se qualifier pour les Jeux olympiques de 2000 en Australie. Durant le tournoi olympique, elle perd son premier match contre les États-Unis 2-0 mais se reprend les deux matchs suivants (victoires 3-1 contre le Nigeria et 2-1 contre la Chine), qualifiée pour les demi-finales elle y élimine l'Allemagne 1-0 et à Sydney elle remporte son premier titre olympique en dominant les États-Unis 3-2 après prolongation sur un but de Dagny Mellgren à la 102e minute. Elle devient alors la seule nation à avoir remporté les trois titres majeurs : coupe du monde - Jeux olympiques - championnat d'Europe.

### 2001-2004: contre-performances de la Norvège
La Norvège se qualifie pour l'Euro 2001 en devançant l'Angleterre, le Portugal et la Suisse dans son groupe d'éliminatoires. Lors de la phase finale organisée en Allemagne, elle se qualifie pour les demi-finales en se plaçant à la deuxième de son groupe en raison d'une victoire contre la France (3-0), un nul contre l'Italie (1-1) et une défaite contre le Danemark (0-1), mais elle est éliminée en demi-finale, battue par le pays-hôte l'Allemagne 1-0. Ensuite elle participe aux qualifications pour la coupe du monde 2003, elle arrive première de son groupe devant la France, l'Ukraine et la République tchèque. Au premier de cette coupe du monde organisée aux États-Unis, elle s'impose contre la France (2-0) au premier match mais subit au match suivant un cuisant revers contre le Brésil avant de se qualifier en battant la Corée du Sud (7-1). Mais elle doit affronter le pays-hôte en quart-de-finale les États-Unis et est battue par le plus petit des scores : 1-0. Ce résultat ne lui permet pas de se qualifier pour les Jeux olympiques de 2004 d'Athènes.

### 2004-2007: la Norvège subit la domination allemande
Elle prend part ensuite aux éliminatoires pour l'Euro 2005, elle termine seconde de son groupe derrière le Danemark mais devant l'Espagne, les Pays-Bas et la Belgique. Cela l'oblige à disputer des barrages de qualification contre l'Islande qu'elle remporte facilement en les dominant 7-1 en Islande puis 2-1 en Norvège. Au tournoi final organisée en Angleterre, la Norvège entame la compétition par une défaite 1-0 contre l'Allemagne puis est tenue en échec par la France (1-1), lors de l'ultime match de la poule elle gagne enfin contre l'Italie 5-3 et doit sa qualification pour les demi-finales grâce à une meilleure différence de buts par rapport à la France. En demi-finale, elle élimine la Suède 3-2 après prolongations mais doit subir en finale la suprématie de la tenante du titre l'Allemagne 3-1. Derrière, elle prend part aux éliminatoires pour la coupe du monde 2007 et s'y qualifie facilement en remportant sept matchs sur huit, elle sera tenue en échec seulement contre l'Ukraine lors du dernier match de poule (1-1). Durant cette édition 2007 organisée en Chine, elle domine tout d'abord le Canada (2-1), est ensuite tenue en échec par l'Australie mais termine à la première de son groupe en battant le Ghana 7-2. En quart-de-finale, elle bat le pays-hôte la Chine 1-0 et rencontre en demi-finale la tenante du titre l'Allemagne, mais cette dernière la bat 3-0. Elle se classe finalement quatrième après une nouvelle défaite contre les États-Unis 4-1 au match de classement pour la troisième place.

### Coupe du monde 2011 ratée
Lors de la Coupe du monde 2011, la Norvège est éliminée dès le 1er tour avec un bilan d'une victoire pour 2 défaites.

### 2013-2015: des performances honorables lors des grands rendez-vous
La Norvège réalise un Euro 2013 de très bonne facture, en terminant finaliste de la compétition (défaite 0-1 contre l'Allemagne, un adversaire qui était dans le même groupe au 1er tour et que la Norvège avait dominé 1-0 pour s'adjuger la première place de sa poule).
À l'occasion de la Coupe du monde 2015, la Norvège a été placée dans le groupe B comprenant l'Allemagne, la Thaïlande et la Côte d'Ivoire. La Norvège a tenu son rang lors des phases de groupe, en terminant 2e de sa poule après avoir battu la Thaïlande 4-0 et la Côte d'Ivoire 3-1, tandis qu'elle a fait match nul 1-1 contre l'Allemagne, ancienne championne du monde, la DFB-Frauenteam devançant les Scandinaves qu'à la faveur de la différence de buts. La Norvège s'est inclinée 2-1 en huitième de finale contre l'Angleterre, future médaillée de bronze.

### 2017-: Euros catastrophiques, Coupes du monde correctes mais en dents de scie
Lors de l'Euro 2017, la Norvège, qui s'était aisément qualifiée pour la phase finale sans perdre un seul match, est placée dans le groupe A, qui comprend le pays hôte et futur vainqueur de la compétition, les Pays-Bas, ainsi que la Belgique et le Danemark, futur finaliste de l'épreuve. La Norvège était l'équipe la mieux classée du groupe A au classement FIFA, et beaucoup lui prédisaient la première place du groupe. Elle a finalement été l'une des plus grandes déceptions du tournoi en perdant ses trois matches de groupe sans marquer le moindre but. Toutefois, le 4 septembre 2018, la Norvège a battu les Pays-Bas 2-1 lors du dernier match de groupe des qualifications pour la Coupe du monde. En conséquence, la Norvège a devancé de 2 points son rival et remporté le groupe 3 des qualifications, s'assurant une place automatique pour la Coupe du monde 2019, tandis que les Pays-Bas, qui ont remporté l'Euro 2017, ont été contraints d'aller en barrage.
La Coupe du monde 2019 voit la Norvège s'arrêter en quart de finale. 
Lors de son match de phase de groupe de l'Euro 2022 contre l'Angleterre, nation hôte de la compétition et future lauréate de l'épreuve, le 11 juillet 2022, l'équipe a subi la plus lourde défaite de son histoire, s'inclinant 8-0. La Norvège est éliminée à l'issue du premier tour, comme en 2017, après avoir perdu le dernier match du groupe A contre l'Autriche (0-1), n'ayant remporté qu'une seule rencontre, en ouverture contre l'Irlande du Nord (4-1).
La Coupe du monde 2023 est également difficile pour la Norvège qui se fait initialement peur en étant provisoirement dernière de son groupe au bout de 2 journées, à la suite d'une défaite surprise face à la Nouvelle-Zélande, pays hôte de l'épreuve et qui n'avait encore jamais remporté la moindre rencontre dans une phase finale de Coupe du monde (0-1) malgré un penalty néo-zélandais raté en fin de match, suivi d'un match nul et vierge contre la Suisse (0-0). La Norvège, muette lors des deux premières rencontres, parvient à se qualifier en terminant 2e de son groupe grâce à une large victoire sur les Philippines, novices dans la compétition (6-0), devançant à la différence de buts générale la Nouvelle-Zélande qui comptait également 4 points. Les Scandinaves s'arrêtent en huitièmes de finale comme en 2015 en étant dominées par le Japon (1-3).

## Parcours dans les compétitions internationales
Le football féminin au niveau des sélections nationales en Europe est organisé autour de trois grandes compétitions internationales : la Coupe du monde mis en place en 1991 par la FIFA qui réunit les meilleures nations mondiales et où tous les continents y ont leur(s) représentant(s), les Jeux olympiques mis en place en 1996 par le CIO qui autorise une compétition de football féminin (sans restriction d'âge contrairement aux hommes) où tout comme la Coupe du monde chaque continent dispose d'un représentant ou plus, enfin les championnats d'Europe mise en place par l'UEFA qui est un tournoi continental où seules les sélections européennes y sont réunies. Il existe d'autres tournois comme l'Algarve Cup, mais qui revêtent d'une importance moindre par rapport aux trois autres compétitions et sont disputés en général dans le cadre d'une préparation à un mondial.

### Parcours enCoupe du monde
Le tableau ci-contre récapitule les performances de la Norvège en coupe du monde. Elle a participé à toutes les phases finales et est l'une des 4 sélections à avoir remporté le titre avec l'Allemagne, les États-Unis et le Japon, ce fut lors de l'édition 1995.

### Parcours auxJeux olympiques d'été
Le tableau ci-contre récapitule les performances de la Norvège aux Jeux olympiques.

### Parcours enChampionnat d'Europe
Le tableau ci-contre récapitule les performances de la Norvège aux championnats d'Europe depuis sa création en 1984. Les Norvégiennes ont remporté le trophée à deux reprises faisant d'elle la sélection la plus victorieuse dans cette compétition derrière l'Allemagne.

### Autres tournois
La Norvège remporte le Tournoi international féminin de la FIFA en 1988.
La Norvège a souvent participé à d'autres tournois annexes dont l'Algarve Cup remportée à cinq reprises en 1994, 1996, 1997, 1998 et 2019.

## Personnalités historiques de l'équipe de Norvège

### Records et statistiques

#### Classement FIFA
| Année              | 2003 | 2004 | 2005 | 2006 | 2007 | 2008 | 2009 | 2010 | 2011 | 2012 | 2013 | 2014 | 2015 | 2016 | 2017 | 2018 | 2019 | 2020 | 2021 | 2022 | 2023 | 2024 |
| ------------------ | ---- | ---- | ---- | ---- | ---- | ---- | ---- | ---- | ---- | ---- | ---- | ---- | ---- | ---- | ---- | ---- | ---- | ---- | ---- | ---- | ---- | ---- |
| Classement mondial | 3    | 3    | 3    | 3    | 5    | 6    | 7    | 7    | 12   | 12   | 8    | 12   | 10   | 11   | 14   | 13   | 12   | 11   | 12   | 13   | 16   | 16   |
| Classement Uefa    | 2    | 2    | 2    | 2    | 3    | 3    | 3    | 3    | 6    | 6    | 4    | 6    | 5    | 5    | 8    | 7    | 6    | 6    | 7    | 7    | 10   | ?    |

| Rang | Joueuse             | Sélections | Buts | Années    |
| ---- | ------------------- | ---------- | ---- | --------- |
| 1    | Hege Riise          | 188        | 58   | 1990-2004 |
| 2    | Solveig Gulbrandsen | 183        | 55   | 1998-2015 |
| 3    | Maren Mjelde        | 176        | 20   | 2007-     |
| 4    | Bente Nordby        | 172        | 0    | 1991-2007 |
| 5    | Trine Rønning       | 162        | 22   | 1999-2016 |
| 6    | Linda Medalen       | 152        | 64   | 1987-1999 |
| 7    | Heidi Støre         | 151        | 22   | 1980-1997 |
| 8    | Ingvild Stensland   | 144        | 10   | 2003-2016 |
| 9    | Ingrid Hjelmseth    | 138        | 0    | 2003-2019 |
| 10   | Unni Lehn           | 134        | 24   | 1996-2007 |

| Rang | Joueuse                | Buts | Sélections | Années    |
| ---- | ---------------------- | ---- | ---------- | --------- |
| 1    | Isabell Herlovsen      | 67   | 133        | 2005-2019 |
| 2    | Marianne Pettersen     | 66   | 98         | 1994-2003 |
| 3    | Linda Medalen          | 64   | 152        | 1987-1999 |
| 4    | Ann Kristin Aarønes    | 60   | 111        | 1990-1999 |
| 5    | Hege Riise             | 58   | 188        | 1990-2004 |
| 6    | Solveig Gulbrandsen    | 55   | 183        | 1998-2015 |
| 7    | Dagny Mellgren         | 49   | 95         | 1999-2005 |
| 8    | Ada Hegerberg          | 48   | 83         | 2011-     |
| 9    | Caroline Graham Hansen | 47   | 110        | 2011-     |
| 10   | Ragnhild Gulbrandsen   | 30   | 80         | 1997-2007 |

#### Sélectionneurs
| Nom                                 | Année     | Matchs | Victoire | Nul | Défaite |
| ----------------------------------- | --------- | ------ | -------- | --- | ------- |
| Per Pettersen                       | 1978-1982 | 24     | 6        | 7   | 11      |
| Erling Hokstad                      | 1983-1989 | 12     | 6        | 4   | 2       |
| Erling Hokstad/Dag Steinar Vestlund | 1987-1989 | 29     | 19       | 3   | 7       |
| Even Pellerud                       | 1989-1996 | 104    | 75       | 12  | 17      |
| Per-Mathias Høgmo                   | 1997-2000 | 64     | 44       | 11  | 9       |
| Age Steen                           | 2000-2004 | 59     | 35       | 11  | 13      |
| Bjarne Berntsen                     | 2005-2009 | 76     | 36       | 11  | 29      |
| Eli Landsem                         | 2009-2012 | 49     | 22       | 6   | 15      |
| Even Pellerud (2)                   | 2013-2015 | 19     | 8        | 5   | 6       |
| Roger Finjord                       | 2015-2016 | 14     | 10       | 1   | 3       |
| Leif Gunnar Smerud (en)             | 2016      | 2      | 0        | 2   | 0       |
| Martin Sjögren                      | 2016-2022 | 15     | 6        | 2   | 7       |
| Hege Riise                          | 2022-2023 |        |          |     |         |
| Leif Gunnar Smerud (en) (intérim)   | 2023      | 6      | 1        | 2   | 3       |
| Gemma Grainger (en)                 | 2024-     | 23     | 12       | 6   | 5       |
| Total                               | Total     | 496    | 280      | 83  | 127     |

### Principales joueuses d'hier et d'aujourd'hui
| - Solveig Gulbrandsen - Isabell Herlovsen - Dagny Mellgren | - Bente Nordby - Hege Riise - Ingvild Stensland | - Ada Hegerberg |

- Andrine Hegerberg

## Autres articles
- Football féminin
- Les débuts du football féminin